# Littry
Littry est une ancienne commune française du département du Calvados et la région Normandie, intégrée au territoire du Molay-Littry depuis le 19 juillet 1968.

## Histoire
La commune fusionne avec celle du Molay par l'arrêté du 19 juillet 1968. La nouvelle commune ainsi formée pend le nom de Le Molay-Littry et le chef-lieu est établi au lieu-dit la Mine, alors sur le territoire de Littry, considéré de ce fait comme commune absorbante. Il y a donc discordance entre le rang départemental du code Insee de la nouvelle commune (celui de Littry) et l'ordre alphabétique des communes.

## Administration
| Période                                  | Période | Identité                 | Étiquette | Qualité                                                         |
| ---------------------------------------- | ------- | ------------------------ | --------- | --------------------------------------------------------------- |
| Les données manquantes sont à compléter. |         |                          |           |                                                                 |
|                                          | 1848    | Philippe Guillaume Lance |           | Directeur des mines de Littry, chevalier de la Légion d'honneur |

## Démographie
| 1793  | 1800  | 1806  | 1821  | 1831  | 1836  | 1841  |
| ----- | ----- | ----- | ----- | ----- | ----- | ----- |
| 1 552 | 1 397 | 1 607 | 1 740 | 2 128 | 2 338 | 2 482 |

| 1846  | 1851  | 1856  | 1861  | 1866  | 1872  | 1881  |
| ----- | ----- | ----- | ----- | ----- | ----- | ----- |
| 2 234 | 2 408 | 2 341 | 2 351 | 2 214 | 2 139 | 2 058 |

| 1886  | 1891  | 1896  | 1901  | 1906  | 1911  | 1921  |
| ----- | ----- | ----- | ----- | ----- | ----- | ----- |
| 2 066 | 1 987 | 1 986 | 1 934 | 2 006 | 1 968 | 1 584 |

| 1926  | 1931  | 1936  | 1946  | 1954  | 1962  | 1968  |
| ----- | ----- | ----- | ----- | ----- | ----- | ----- |
| 1 694 | 1 690 | 1 727 | 1 882 | 1 759 | 1 630 | 1 576 |